# ペニー・ドレッドフル

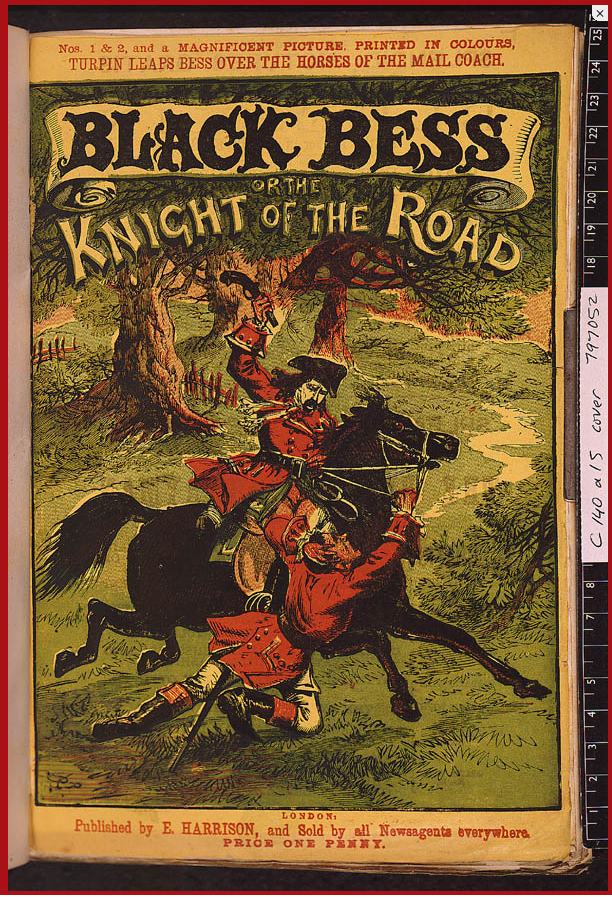
『ブラック・ベス ～街道の騎士～』。ディック・ターピンを主人公とした人気作。1860年。

ペニー・ドレッドフル（Penny dreadful、直訳で「1ペニーの恐ろしいもの」の意）、19世紀のイギリスで発行されていた安価なシリーズものの小説（大衆文学）の通称。通常は、毎週1話ずつ1ペニーの価格で刊行され、探偵や犯罪者、または超自然的な出来事の悪用などを主題として、基本的にはセンセーショナルな内容が展開された。その内容から転じて若者向けの安価な低俗小説という意味合いも持ち、日本語では三文小説（さんもんしょうせつ）と意訳される場合もある。他にも侮蔑の意味を含んで、「penny horrible」「penny awful」「penny blood」などとも呼称された。1830-40年代の最初期に刊行されたものとしてはスウィーニー・トッドやディック・ターピン、吸血鬼ヴァーニーなどを主人公としたものが有名。

## 前史
18世紀から19世紀にかけてイギリスでは公開処刑に際して、犯罪ブロードサイドがよく発行されていた。これらの多くは専門の出版者によって行われていた。典型的なものとしては、粗野な犯行シーンの絵、犯罪者の肖像画、あるいは絞首刑の一般的な木版画が掲載されていた。犯罪の内容や裁判、そして多くの場合には犯罪者による裁判での罪の告白内容などの説明があった。また、読み手に対して、犯人のようにならないよう注意する戯詩も特徴の1つであった。
ヴィクトリア朝時代のイギリスでは、識字率の向上をもたらす社会変化を経験していた。資本主義の台頭と工業化により、人々は娯楽にお金を使うようになり、小説の大衆化に影響を与えた。印刷技術の向上は、ジョセフ・アディソンの『スペクテイター』やリチャード・スティールの『タトラー』などの新聞の創刊に繋がり、イギリスにおいて余暇の一形態として読書という特異な概念が完全に認知されるに至った。その他の重要な変化として、鉄道やエンジンの発明による移動能力の向上、鉄道流通（最初の公共鉄道であるストックトン・アンド・ダーリントン鉄道は1825年開通）の登場などが挙げられる。こうした変化は、安価な大衆文学の需要と、それを大規模に流通させる能力の双方を生み出した。この需要を満たすために、1830年代の最初に1ペニーの刊行物が登場した。1830年から1850年の間に、このジャンルを受け入れた多くの雑誌に加えて、ペニー・フィクションの出版社が100社に上った。一連の刊行物は労働者階級の読者に手頃な価格として設定されており、1部あたり1シリング（＝12ペニー）ほどの価格であったチャールズ・ディケンズのような作家の連載小説よりもかなり安かった。

## 特徴

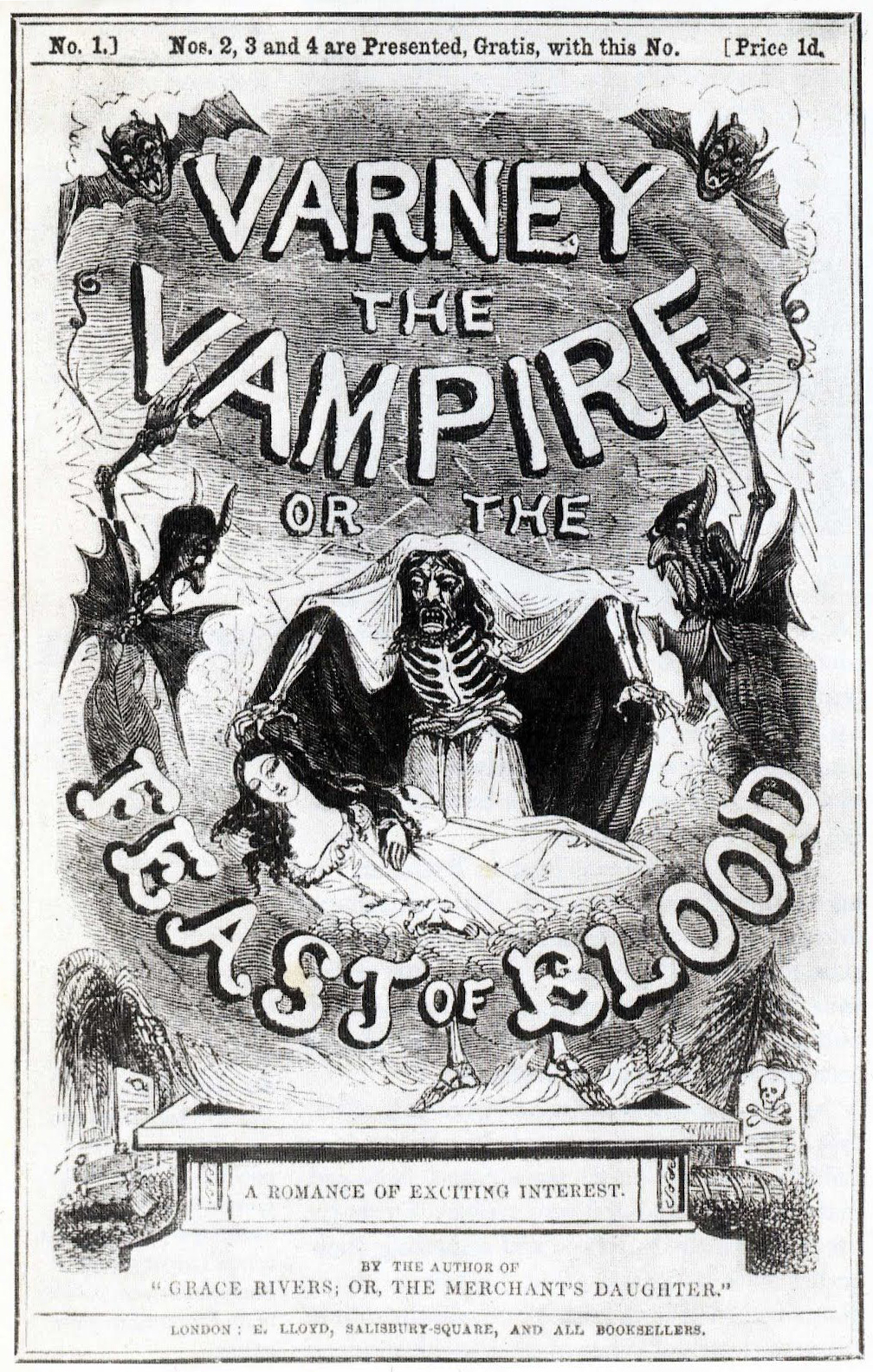
『吸血鬼ヴァーニー』の表紙（1845年）

物語自体は、『オトラント城奇譚』や『マンク』のような初期のゴシック・スリラーや、有名な犯罪者を題材にした新しい物語の復刻、あるいは書き直しが多かった。1836年に出版された最初のペニー・ドレッドフルは、『Lives of the Most Notorious Highwaymen, Footpads, &c.（最も悪名高いハイウェイマン、フットパッドの生涯）』と題されるもので60号にわたって刊行され、各8ページの短いテキストと1つの半ページのイラストで構成されていた。これらの作品群で有名な作品としては殺人鬼の理髪師スウィーニー・トッドを主人公とする『The String of Pearls: A Romance』、『ロンドンの謎』（フランスの連載小説『パリの謎』のオマージュ）、『吸血鬼ヴァーニー』（1845-47年）などがある。『吸血鬼ヴァーニー』はフランシス・ヴァーニー卿の物語であり、現代における吸血鬼の設定に大きな影響を与えた（例えば、吸血鬼が特徴的な牙を持つのは本作が最初であった） 。

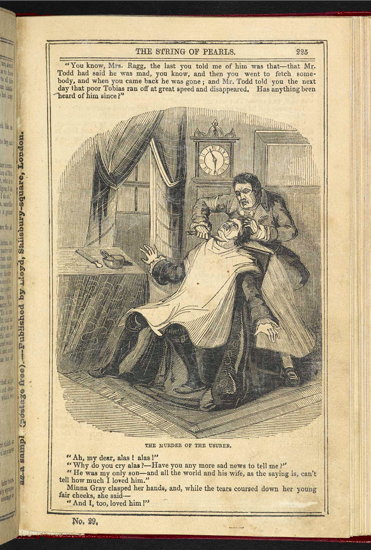
スウィーニー・トッドが登場する『The String of Pearls』の挿絵（1846年-1947年)

ハイウェイマンは人気の主人公であった。『ブラック・ベス ～街道の騎士～』は、実在の強盗であるディック・ターピンを主人公とし、脚色された彼のエピソードが254回に渡って続き、2000ページを超える大作で、2207ページに至ってようやくターピンは仕留められた。今日には都市伝説と呼ばれるような、事実に基づくとされる怪奇物語としては、バネ足ジャックが有名である。彼の最初の「目撃情報」は1837年のことであり、彼は極悪非道な人相に、鋭い爪を立てた手、火のような赤い目など恐ろしい外見をしていると描写される。主にはロンドンで目撃されたというが、他の場所での目撃事例もあり、数十年に渡って人気を誇った。バネ足ジャックの絶頂期には、何人かの女性が、青い炎を吐き、爪を持つ男の怪物に襲われたと報告されている。最期の「目撃情報」は1904年のリバプールであった。他の連載は人気のある現代文学をオマージュないし盗作したものが多かった。例えば、出版社エドワード・ロイドは、オリバー・トゥイス（Oliver Twiss）、ニッケラス・ニクルベリー（Nickelas Nicklebery）、マーティン・ガズルウィット（Martin Guzzlewit）と題して、チャールズ・ディケンズの作品を基にしたペニー・ドレッドフルを数多く出版している。
各号の冒頭に掲載されたイラストはドレッドフルの魅力の不可欠な部分であり、しばしば将来の展開への期待を煽るものであった。ある読者は「絞首刑された男や、火事に焼かれる男の絵を見た。彼のすべてを知ることができなければ・・・　気が狂うものもいるだろう」と言った。出版社に寄せられるイラストレーターへの注文も「より多くの血？　もっと血が必要だ！」というようなものであった。
週に1ペニーも払えなかった労働者階級の少年たちは、費用を分担するクラブを結成し、薄っぺらな小冊子を回し読みした。もう少し先進的な若者は、いくつかの回を合冊して1つにまとめ、それを友人に貸し出した。1866年に発行された『Boys of England』誌は、新しいタイプの出版物であった。8ページほどの雑誌であったが、特集という形で、人気のある記事やシリーズものをまとめて掲載した。こうした形態はすぐに『Boys' Leisure Hour』『Boys' Standard』『Young Men of Great Britain』などのライバル誌を生み出した。価格も品質も同じであったため、これらもペニー・ドレッドフルの一般的な定義に当てはまる。
1860年代に登場したアメリカのダイムノヴェルは、イギリスに輸入され、書き直された。これらは『Boy's First Rate Pocket Library』など小冊子という形で配布された。フランク・リード、バッファロー・ビル、デッドウッド・ディックは、ペニー・ドレッドフルの読者達に人気があった。
ある解説者の言葉を借りれば「1890年代初頭に後の出版業界の大物アルフレッド・ハームズワースによるさらに低価格の"ハーフ・ペニー・ドレッドフル"が登場するまで、普通の若者が読むことができる最も魅力的で低価格で、逃避的な出版物であった」から、ペニー・ドレッドフルは影響力を持っていた。実際のところ、その内容はドラマチックでセンセーショナルであったが、社会に対しては無害であった。ペニー・ドレッドフルは明らかに文学的な選択において、啓発的でも感動的でも無かったが、あえて言えば、工業化時代の若者の識字率を高める効果につながった。しかし、このセンセーショナルな文学が広く流通したことは、ヴィクトリア朝中期のイギリスにおいて、犯罪に対する恐怖心を煽る結果につながってしまった。

## 衰退

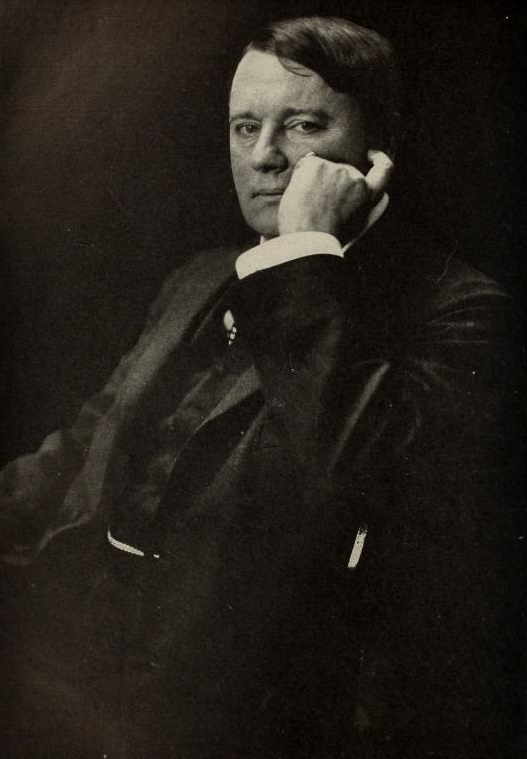
イギリス出版業界の有力者であるアルフレッド・ハームズワースは労働者階級向けの人気のある雑誌を創刊した。

1890年代に入るとペニー・ドレッドフルの人気に競合する文学が台頭し始めた。ペニー・ドレッドフルへの挑戦をリードしたのはアルフレッド・ハームズワースが発行した定期刊行物であった。これは半ペニーの価格で、少なくとも初期はペニー・ドレッドフルの物語よりも上等なものであった。ハームズワースは、ペニー・ドレッドフルが社会にもたらす悪影響に挑戦したかったと述べている。1893年に刊行が始まった『The Half-penny Marvel』の創刊号には以下の声明が掲載された。
『The Half-penny Marvel』の刊行後には、すぐに同様の趣旨で半ペニーの価格の『The Union Jack』誌や『Pluck』誌など、多くの定期刊行物の創刊が続いた。当初は実体験に基づくとされる高等な道徳物語が主であったが、競合相手と同じ題材を扱うようになるのにはそう時間はかからなかった。クマのプーさんの作者として知られるA・A・ミルンは「ハームズワースは"ハーフ・ペニー・ドレッドフル"を作るという単純な方法で、ペニー・ドレッドフルを殺してしまった」と述べている。しかしながら、ハームズワースが新興出版をまとめたAmalgamated Pressなどの下で質は向上しており、第一次世界大戦まで『The Union Jack』誌はイギリスの市場を席巻していた。
また、ペニー・ドレッドフルの悪影響に対抗する意図を持って刊行されたジョージ・ニューネスによる1896年の名著の1ペニー文庫（The Penny Library of Famous Books）や、W.T.ステイドによる1896年のthe Penny Popular Novelsようなシリーズがあった。

## 影響
消費文化の高まり、識字率の向上、工業化、鉄道の発展（大量配布が可能となる）により、大衆向けの安価で人気のある新しい文学の市場が生まれ、大規模流通が可能になった。1830年代にこうした需要を満たすものとしてペニー・ドレッドフルは誕生した。ガーディアン紙は、ペニー・ドレッドフルを「イギリスで最初に起こった若者向けの大量生産された大衆文化」および「ヴィクトリア朝期のビデオゲーム」と表現した。1週間で100万を超える青年向けの定期刊行物が発行されていた。
ペニー・ドレッドフルから出てきた2人の人気キャラクターは、1871年に『ボーイズ・オブ・イングランド』誌で紹介されたジャック・ハーカウェイと、1893年に『ハーフペニー・マーベル』で始まったセクストン・ブレイクである。1904年にはユニオン・ジャック誌は「セクストン・ブレイクの専門誌」となり、その後、1933年の同誌の終焉まで毎号に登場した。ブレイクは1970年代に至るまで、約4,000冊の物語に登場している。ハーカウェイはアメリカでも人気があり、多くの模倣者がいた。
1846-1847年に登場したスウィーニー・トッドはスティーヴン・ソンドハイムのミュージカル『スウィーニー・トッド』やティム・バートンの長編映画『スウィーニー・トッド フリート街の悪魔の理髪師』の題材にもなっている。
ペニー・ドレッドフルはイギリスのコミック雑誌へと発展した。安価、低俗、また戦時中の古紙の供出運動などのために、ペニー・ドレッドフルの特に最初期のものは、今日にかなり希少である。
ペニー・ドレッドフルにちなんで名付けられたものとしては、アニマル・コレクティヴによる楽曲「Penny Dreadfuls」、アイルランドの文芸誌『The Penny Dreadful』、ヴィクトリア朝のイギリスを舞台とするホラードラマ『ペニー・ドレッドフル 〜ナイトメア 血塗られた秘密〜』などがある。